# Tom Tully
Tom Tully, född 21 augusti 1908 i Durango, Colorado, död 27 april 1982 i Newport Beach, Kalifornien, var en amerikansk skådespelare.
Från 1937-1942 var han verksam som teaterskådespelare på Broadway. Därefter började han arbeta som filmskådespelare i Hollywood. För sin roll som marinofficer i filmen Myteriet på Caine blev han nominerad till en Oscar för bästa manliga biroll. En vanlig roll för honom var annars att spela far till filmernas kvinnliga huvudrollsinnehavare. Tully har tilldelats en stjärna på Hollywood Walk of Fame. Stjärnan är för filminsatser och finns vid adressen 6119 Hollywood Blvd.

## Filmografi i urval
- 1944 – Vi ses igen
- 1945 – Skuggan
- 1946 – Kvinnan i sjön
- 1946 – Hjälten från Virginia
- 1948 – Junibruden
- 1948 – Kvinnan i vildmarken
- 1949 – Café Blå Donau
- 1950 – Nattens vargar
- 1951 – Texas Carnival
- 1952 – En kvinnas lidelse
- 1953 – Patty
- 1954 – Myteriet på Caine
- 1955 – Dej ska jag ha!
- 1958 – En rubin åt Kate
- 1960 – Med landkrabbor i masten
- 1964 – De hänsynslösa
- 1968 – Coogans bluff
- 1973 – Fallgropen